# Herbert Feuerstein
Pour les articles homonymes, voir Feuerstein.
Herbert Feuerstein (né le 15 juin 1937 à Zell am See (Autriche) et mort le 6 octobre 2020 à Erftstadt (Allemagne)) est un journaliste, acteur et présentateur télé autrichien naturalisé allemand en 1992.
Il est notamment connu pour avoir dirigé l'édition allemande de Mad de 1968 à 1991 et pour avoir présenté plusieurs émissions avec Harald Schmidt entre 1989 et 1995.

## Distinction
- 2017 : prix Peng ! pour l'ensemble de son œuvre